# Liste der stillgelegten Eisenbahnstrecken in Hessen

## Einstellung des Personen- und Güterverkehrs auf Eisenbahnstrecken seit dem Jahre 1920

### 1920er Jahre
| Datum         | Abschnitt                        | Strecke                               | Spur- weite (mm) | G l e i s e | Länge (km) | Art der Einstellung               | Anmerkung                                                  |
| ------------- | -------------------------------- | ------------------------------------- | ---------------- | ----------- | ---------- | --------------------------------- | ---------------------------------------------------------- |
| 1920          | Mengerskirchen – Hintermeilingen | Dehrn–Mengerskirchen (Kerkerbachbahn) | 1000             | 1           | 14,6       | Personenverkehr                   | Weiterbetrieb als Anschlussgleis                           |
| 19. März 1921 | Assmannshausen – Jagdschloss     | Assmannshausen–Jagdschloss            | 1000             | 1           | 1,5        | Personenverkehr Gesamtstilllegung | Ende der Betriebspflicht, Verkehr bereits 1917 eingestellt |
| 31. Mai 1925  |                                  | Gelnhausen–Lochborn (Spessartbahn)    | 900              | 1           | 21,2       | Güterverkehr                      | Eigentlich Grubenbahn, ab 1895 auch Personenverkehr        |
| 5. Okt. 1928  | Bieber – Lochborn                | Gelnhausen–Lochborn (Spessartbahn)    | 900              | 1           | 3,4        | Personenverkehr Gesamtstilllegung | Abschnitt Bieber – Lochmühle ab 1932 wieder in Betrieb     |

### 1930er Jahre
| Datum         | Abschnitt                                                | Strecke                                      | Spur- weite (mm) | G l e i s e | Länge (km) | Art der Einstellung                            | Anmerkung                                                                |
| ------------- | -------------------------------------------------------- | -------------------------------------------- | ---------------- | ----------- | ---------- | ---------------------------------------------- | ------------------------------------------------------------------------ |
| 20. Jan. 1930 | Dehrn – Kerkerbach                                       | Dehrn–Mengerskirchen (Kerkerbachbahn)        | 1000             | 1           | 3,7        | Personenverkehr                                | Ende der Betriebspflicht, Verkehr bereits 1929 eingestellt               |
| 15. Juni 1930 | Braunfels Staatsbhf. – Philippstein                      | Braunfels–Philippstein (Ernstbahn)           | 800              | 1           | 7,6        | Personenverkehr                                | Gleichzeitig Stückgutverkehr aufgegeben 1875–1894 und ab 1940 Grubenbahn |
| 31. März 1931 | Hanau Nord – Hüttengesäß bzw. Langenselbold Kleinbahnhof | Hanauer Kleinbahn                            | 1435             | 1           | 20,2       | Personenverkehr Güterverkehr Gesamtstilllegung | Betrieb seit 1921 zeitweise unterbrochen                                 |
| 17. März 1933 | Eltville am Rhein – Schlangenbad                         | Eltville–Schlangenbad                        | 1000             | 1           | 7,8        | Personenverkehr Gesamtstilllegung              | Seit 1899 Dampfstraßenbahn                                               |
| 1935          | Hintermeilingen – Mengerskirchen                         | Dehrn–Mengerskirchen (Kerkerbachbahn)        | 1000             | 1           | 14,6       | Güterverkehr Gesamtstilllegung                 | Ende des seit 1920 bestehenden Anschlussgleisverkehrs                    |
| 30. Aug. 1939 | Rüdesheim am Rhein – Niederwalddenkmal                   | Rüdesheim–Niederwalddenkmal (Niederwaldbahn) | 1000             | 1           | 2,3        | Personenverkehr Gesamtstilllegung              | Reine Tourismusbahn; Betrieb nur im Sommer                               |

### 1940er Jahre
| Datum         | Abschnitt                                        | Strecke                                          | Spur- weite (mm) | G l e i s e | Länge (km) | Art der Einstellung                            | Anmerkung                                                                       |
| ------------- | ------------------------------------------------ | ------------------------------------------------ | ---------------- | ----------- | ---------- | ---------------------------------------------- | ------------------------------------------------------------------------------- |
| 31. Dez. 1940 | Neu Holland – Hohes Gras                         | Herkulesbahn                                     | 1000             | 1           | 2,3        | Personenverkehr Güterverkehr Gesamtstilllegung | Eigentlich reine Grubenbahn                                                     |
| 1945          | Bahnstrecken im Gebiet der Innerdeutschen Grenze | Bahnstrecken im Gebiet der Innerdeutschen Grenze | –                | –           | –          | Personenverkehr Güterverkehr Gesamtstilllegung | Durch die Besatzungsmächte wurde in Grenzgebieten der Verkehr meist eingestellt |

### 1950er Jahre
| Datum         | Abschnitt                         | Strecke                                            | Spur- weite (mm) | G l e i s e | Länge (km) | Art der Einstellung                            | Anmerkung                                                                    |
| ------------- | --------------------------------- | -------------------------------------------------- | ---------------- | ----------- | ---------- | ---------------------------------------------- | ---------------------------------------------------------------------------- |
| 23. Juli 1951 | Gelnhausen – Lochmühle            | Gelnhausen–Lochborn (Spessartbahn)                 | 900              | 1           | 20,0       | Personenverkehr Güterverkehr Gesamtstilllegung | Eigentlich Grubenbahn, ab 1895 auch Personenverkehr                          |
| 14. Apr. 1952 | Gießen–Bieber                     | Gießen–Bieber (Biebertalbahn)                      | 1000             | 1           | 8,7        | Personenverkehr                                | Abschnitt Gießen Pbf – Gießen Kleinbf. bereits 1899 stillgelegt              |
| 16. Apr. 1952 | Gießen Kleinbf. – Heuchelheim     | Gießen–Bieber (Biebertalbahn)                      | 1000             | 1           | 2,4        | Güterverkehr Gesamtstilllegung                 |                                                                              |
| 5. Okt. 1952  | Gerstungen – Widdershausen        | Gerstungen–Vacha                                   | 1435             | 1           | 8,8        | Personenverkehr                                | Abschnitt lag größtenteils in der DDR Einstellung durch die Reichsbahn       |
| 3. Okt. 1953  | Widdershausen – Heringen          | Gerstungen–Vacha                                   | 1435             | 1           | 2,8        | Personenverkehr                                |                                                                              |
| 4. Okt. 1953  | Lich Süd – Grünberg Süd           | Butzbach-Licher Eisenbahn                          | 1435             | 1           | 19,0       | Personenverkehr Güterverkehr Gesamtstilllegung | Verbindung zwischen Lahn-Kinzig-Bahn und Vogelsbergbahn                      |
| 31. Mai 1954  | Hetzbach – Beerfelden             | Hetzbach–Beerfelden                                | 1435             | 1           | 5,1        | Personenverkehr                                | Stadt Beerfelden betrieb Strecke als Anschlussbahn ohne PV weiter            |
| 2. Okt. 1954  | Heuchelheim – Abendstern          | Gießen–Bieber (Biebertalbahn)                      | 1435             | 1           | 1,7        | Güterverkehr Gesamtstilllegung                 |                                                                              |
| 21. Dez. 1954 | Grifte – Gudensberg               | Grifte–Gudensberg                                  | 1435             | 1           | 7,7        | Personenverkehr                                | Bis 1953 durch Grifte-Gudensberger Kleinbahn- und Kraftwagen-AG durchgeführt |
| 30. Apr. 1955 | Darmstadt-Eberstadt – Pfungstadt  | Darmstadt-Eberstadt–Pfungstadt (Pfungstadtbahn)    | 1435             | 1           | 1,8        | Personenverkehr                                | im Dezember 2011 für den Personenverkehr reaktiviert                         |
| 21. Mai 1955  | Gelnhausen – Langenselbold        | Gelnhausen–Langenselbold (Freigerichter Kleinbahn) | 1435             | 1           | 20,0       | Personenverkehr                                | In Gelnhausen und Langenselbold Anschluss an Staatsbahn                      |
| 1. Okt. 1955  |                                   | Frankfurt-Offenbacher Lokalbahn                    | 1435             | 1           | ?          | Personenverkehr Güterverkehr Gesamtstilllegung | Einzige ersatzlos stillgelegte Bahnstrecke in Frankfurt und Offenbach        |
| 2. Okt. 1955  | Weilmünster – Laubuseschbach      | Weilmünster–Laubuseschbach                         | 1435             | 1           | 5,2        | Personenverkehr                                |                                                                              |
| 31. Dez. 1955 | Bickenbach (Bergstraße) – Seeheim | Bickenbach–Seeheim                                 | 1435             | 1           | 4,4        | Personenverkehr                                | Heute verläuft teilweise die Darmstädter Straßenbahn auf der Trasse          |
| 30. Sep. 1956 | Butzbach Ost – Oberkleen          | Butzbach-Licher Eisenbahn                          | 1435             | 1           | 7,6        | Personenverkehr                                |                                                                              |
| 30. Nov. 1956 | Marburg Süd – Dreihausen          | Marburg–Dreihausen (Marburger Kreisbahn)           | 1435             | 1           | 16,6       | Personenverkehr                                | Umstellung auf Busverkehr, ab 1982 von den Stadtwerken Marburg betrieben     |
| 31. Mai 1958  | Mücke – Freienseen                | Friedberg–Mücke                                    | 1435             | 1           | 6,5        | Personenverkehr Güterverkehr Gesamtstilllegung |                                                                              |
| 1. Juni 1958  | Schupbach – Hintermeilingen       | Dehrn–Mengerskirchen (Kerkerbachbahn)              | 1435             | 1           | 8,1        | Personenverkehr                                |                                                                              |
| 28. Sep. 1958 | Wüstwillenroth – Hartmannshain    | Wächtersbach–Hartmannshain (Vogelsberger Südbahn)  | 1435             | 1           | 8,4        | Personenverkehr                                |                                                                              |
| 1958          | Völzberg – Hartmannshain          | Wächtersbach–Hartmannshain (Vogelsberger Südbahn)  | 1435             | 1           | 3,0        | Güterverkehr Gesamtstilllegung                 |                                                                              |
| 31. Mai 1959  | Laubach – Freienseen              | Friedberg–Mücke                                    | 1435             | 1           | 6,6        | Personenverkehr Güterverkehr Gesamtstilllegung |                                                                              |
| 31. Mai 1959  | Hungen – Laubach                  | Friedberg–Mücke                                    | 1435             | 1           | 12,7       | Personenverkehr                                |                                                                              |
| 31. Mai 1959  |                                   | Villingen–Friedrichshütte                          | 1435             | 1           | 4,1        | Güterverkehr Gesamtstilllegung                 | Öffentlicher PV fand nie statt                                               |
| 31. Mai 1959  | Steinringsberg – Rennerod         | Herborn–Montabaur (Westerwaldquerbahn)             | 1435             | 1           | 17,5       | Personenverkehr                                |                                                                              |
| 15. Juli 1959 | Birstein – Wüstwillenroth         | Wächtersbach–Hartmannshain (Vogelsberger Südbahn)  | 1435             | 1           | 11,0       | Personenverkehr                                |                                                                              |
| 31. Juli 1959 | Birstein – Völzberg               | Wächtersbach–Hartmannshain (Vogelsberger Südbahn)  | 1435             | 1           | 16,4       | Güterverkehr Gesamtstilllegung                 | Offizielle Einstellung, Endete weitgehend mit PV                             |
| 29. Nov. 1959 | Nidda – Schotten                  | Beienheim–Schotten                                 | 1435             | 1           | 14,2       | Personenverkehr                                |                                                                              |

### 1960er Jahre
| Datum         | Abschnitt                               | Strecke                                            | Spur- weite (mm) | G l e i s e | Länge (km) | Art der Einstellung                            | Anmerkung                                                                          |
| ------------- | --------------------------------------- | -------------------------------------------------- | ---------------- | ----------- | ---------- | ---------------------------------------------- | ---------------------------------------------------------------------------------- |
| 1. Feb. 1960  | Nidda – Schotten                        | Beienheim–Schotten                                 | 1435             | 1           | 14,2       | Güterverkehr Gesamtstilllegung                 |                                                                                    |
| 29. Mai 1960  | Weinheim – Lampertheim                  | Weinheim–Worms                                     | 1435             | 1           | 18,2       | Personenverkehr                                | Starke Konkurrenz mit der OEG, die teilweise parallel verläuft                     |
| 29. Mai 1960  | Heringen (Werra) – Heimboldshausen      | Gerstungen–Vacha                                   | 1435             | 1           | 6,7        | Personenverkehr                                |                                                                                    |
| 31. Mai 1960  | Viernheim – Lampertheim                 | Weinheim–Worms                                     | 1435             | 1           | 10,3       | Güterverkehr Gesamtstilllegung                 | Güterverkehr Weinheim – Viernheim bis 2002 und wieder ab 2004                      |
| 31. Mai 1960  | Bickenbach (Bergstraße) – Seeheim       | Bickenbach–Seeheim                                 | 1435             | 1           | 4,4        | Güterverkehr Gesamtstilllegung                 | Heute verläuft teilweise die Darmstädter Straßenbahn auf der Trasse                |
| 25. Juli 1960 | Kerkerbach – Schupbach                  | Dehrn–Mengerskirchen (Kerkerbachbahn)              | 1000             | 1           | 8,7        | Personenverkehr                                | Zuletzt nur noch ein Zugpaar                                                       |
| 17. Dez. 1960 | Kerkerbach – Hintermeilingen            | Dehrn–Mengerskirchen (Kerkerbachbahn)              | 1000             | 1           | 16,8       | Güterverkehr Gesamtstilllegung                 |                                                                                    |
| 28. Mai 1961  | Hilders – Günthers                      | Vacha–Hilders (Ulstertalbahn)                      | 1435             | 1           | 13,0       | Personenverkehr                                | Strecke kreuzte mehrmals die innerdeutsche Grenze                                  |
| 28. Mai 1961  | Butzbach West – Lich Süd                | Butzbach-Licher Eisenbahn                          | 1435             | 1           | 19,1       | Personenverkehr                                | Stammstrecke der BLE                                                               |
| 31. Mai 1961  | Hof und Dorf Güll – Lich Süd            | Butzbach-Licher Eisenbahn                          | 1435             | 1           | 4,8        | Güterverkehr Gesamtstilllegung                 |                                                                                    |
| 31. Juli 1961 |                                         | Herkulesbahn                                       | 1000             | 1           | 8,9        | Güterverkehr                                   | Hauptgrund dafür war die Einstellung des Bergbaus im Habichtswald                  |
| 31. Dez. 1962 |                                         | Braunfels–Philippstein (Ernstbahn)                 | 1435             | 1           | 7,6        | Güterverkehr Gesamtstilllegung                 | Öffentlicher Güterverkehr bereits 1940 eingestellt                                 |
| 30. Apr. 1963 | Abendstern – Bieber                     | Gießen–Bieber (Biebertalbahn)                      | 1435             | 1           | 4,6        | Güterverkehr Gesamtstilllegung                 | Zuletzt nur noch Erzbeförderung                                                    |
| 26. Mai 1963  | Grünberg – Londorf                      | Lollar–Grünberg (Lumdatalbahn)                     | 1435             | 1           | 12,7       | Personenverkehr Güterverkehr Gesamtstilllegung |                                                                                    |
| 26. Mai 1963  | Schlüchtern – Elm                       | Fulda–Hanau (Kinzigtalbahn (Hessen))               | 1435             | 1           | 7,8        | Personenverkehr                                | Seit 2006 fährt der RE Gemünden – Schlüchtern auf der Strecke                      |
| 26. Mai 1963  | Reinheim – Reichelsheim (Odenwald)      | Reinheim–Reichelsheim (Gersprenztalbahn)           | 1435             | 1           | 17,9       | Personenverkehr                                |                                                                                    |
| 30. Sep. 1963 |                                         | Gelnhausen–Langenselbold (Freigerichter Kleinbahn) | 1435             | 1           | 20,0       | Güterverkehr Gesamtstilllegung                 |                                                                                    |
| 31. Mai 1964  | Bad Salzschlirf – Niederjossa           | Salzschlirf–Niederjossa                            | 1435             | 1           | 23,3       | Personenverkehr                                | Die Strecke verband meist nur kleine Orte miteinander                              |
| 31. Mai 1964  | Groß-Bieberau – Reichelsheim (Odenwald) | Reinheim–Reichelsheim (Gersprenztalbahn)           | 1435             | 1           | 14,6       | Güterverkehr Gesamtstilllegung                 | Seit 1955 eine der ersten Strecken der HLB                                         |
| 23. Juni 1964 | Hetzbach – Beerfelden                   | Hetzbach–Beerfelden                                | 1435             | 1           | 5,1        | Güterverkehr Gesamtstilllegung                 | Ende des seit 1954 bestehenden Anschlussgleisverkehrs von Beerfelden               |
| 28. Mai 1965  | Dieburg – Reinheim                      | Offenbach–Reinheim (Rodgaubahn)                    | 1435             | 1           | 9,2        | Personenverkehr Güterverkehr Gesamtstilllegung | Abschnitt Dieburg – Groß-Zimmern noch bis 1970 für durchgehende Güterzüge genutzt  |
| 30. Nov. 1965 | Kirchweg – Brasselsberg                 | Herkulesbahn                                       | 1000             | 1           | ?          | Personenverkehr Gesamtstilllegung              | Umstellung auf Omnibusbetrieb                                                      |
| 11. Apr. 1966 | Luisenhaus – Herkules                   | Herkulesbahn                                       | 1000             | 1           | ?          | Personenverkehr Gesamtstilllegung              | Umstellung auf Omnibusbetrieb                                                      |
| 22. Mai 1966  | Schönbach – Steinringsberg              | Herborn–Montabaur (Westerwaldquerbahn)             | 1435             | 1           | 2,4        | Personenverkehr                                |                                                                                    |
| 31. Mai 1966  | Darmstadt Ost – Groß-Zimmern            | Darmstadt Ost–Groß-Zimmern                         | 1435             | 1           | 13,1       | Personenverkehr                                | Abschnitt Darmstadt Ost – Bessunger Forsthaus (4,3 km) als Museumsbahn reaktiviert |
| 31. Aug. 1966 | Lohfelden – Wellerode Wald              | Kassel-Bettenhausen–Wellerode Wald (Söhrebahn)     | 1435             | 1           | 6,1        | Güterverkehr                                   |                                                                                    |
| 1. Sep. 1966  |                                         | Kassel-Bettenhausen–Wellerode Wald (Söhrebahn)     | 1435             | 1           | 10,6       | Personenverkehr Gesamtstilllegung*             | *Nur auf dem Abschnitt Lohfelden – Wellerode Wald                                  |
| 23. Sep. 1966 | Darmstadt Ost – Roßdorf                 | Darmstadt Ost–Groß-Zimmern                         | 1435             | 1           | 13,1       | Güterverkehr Gesamtstilllegung                 | Abschnitt Roßdorf – Groß-Zimmern als Anschlussgleis weiter betrieben               |
| 25. Sep. 1966 | Wanfried – Heldra                       | Schwebda–Wartha                                    | 1435             | 1           | 6,7        | Personenverkehr                                |                                                                                    |
| 25. Sep. 1966 | Hilders – Wüstensachsen                 | Götzenhof–Wüstensachsen                            | 1435             | 1           | 8,1        | Personenverkehr                                |                                                                                    |
| 25. Sep. 1966 | Hümme – Karlshafen linkes Ufer          | Hümme-Karlshafen (Karlsbahn)                       | 1435             | 1           | 16,4       | Personenverkehr                                |                                                                                    |
| 25. Sep. 1966 | Trendelburg – Karlshafen linkes Ufer    | Hümme-Karlshafen (Karlsbahn)                       | 1435             | 1           | 12,0       | Güterverkehr Gesamtstilllegung                 |                                                                                    |
| 14. Nov. 1966 | Allendorf (Eder) – Winterberg           | Nuttlar–Frankenberg                                | 1435             | 1           | 27,2       | Personenverkehr                                | Einstellung aus Sicherheitsgründen wegen schlechten Streckenzustands               |
| 14. Nov. 1966 | Allendorf (Eder) – Hallenberg           | Nuttlar–Frankenberg                                | 1435             | 1           | 12,5       | Güterverkehr Gesamtstilllegung                 | Einstellung aus Sicherheitsgründen                                                 |
| 31. Dez. 1966 | Mademühlen – Rennerod                   | Herborn–Montabaur (Westerwaldquerbahn)             | 1435             | 1           | 8,4        | Güterverkehr Gesamtstilllegung                 |                                                                                    |
| 28. Mai 1967  | Wächtersbach – Birstein                 | Wächtersbach–Hartmannshain (Vogelsberger Südbahn)  | 1435             | 1           | 12,7       | Personenverkehr Güterverkehr Gesamtstilllegung |                                                                                    |
| 28. Mai 1967  | Warburg – Volkmarsen                    | Warburg–Sarnau                                     | 1435             | 1           | 14,7       | Personenverkehr                                |                                                                                    |
| 28. Sep. 1968 | Weilmünster – Laubuseschbach            | Weilmünster–Laubuseschbach                         | 1435             | 1           | 5,2        | Güterverkehr Gesamtstilllegung                 |                                                                                    |
| 31. Dez. 1968 | Pohlgöns – Oberkleen                    | Butzbach-Licher Eisenbahn                          | 1435             | 1           | 4,6        | Güterverkehr Gesamtstilllegung                 | Etwa 400 m langes Reststück noch als Abstellgleis genutzt                          |
| 27. Sep. 1969 | Grävenwiesbach – Weilburg               | Weilburg–Grävenwiesbach (Weiltalbahn)              | 1435             | 1           | 23,0       | Personenverkehr                                | Grävenwiesbach – Brandoberndorf reaktiviert                                        |
| 27. Sep. 1969 | Weilmünster – Grävenwiesbach            | Weilburg–Grävenwiesbach (Weiltalbahn)              | 1435             | 1           | 12,9       | Güterverkehr Gesamtstilllegung                 |                                                                                    |
| 27. Sep. 1969 | Neckarsteinach – Schönau (Odenwald)     | Neckarsteinach–Schönau                             | 1435             | 1           | 5,0        | Personenverkehr                                | In den 1980er Jahren geplante Reaktivierung als Straßenbahnmuseumsstrecke          |
| 31. Dez. 1969 | Kassel-Bettenhausen – Lohfelden         | Kassel-Bettenhausen–Wellerode Wald (Söhrebahn)     | 1435             | 1           | 4,5        | Güterverkehr Gesamtstilllegung                 |                                                                                    |

### 1970er Jahre
| Datum         | Abschnitt                                  | Strecke                                                                  | Spur- weite (mm) | G l e i s e | Länge (km) | Art der Einstellung                            | Anmerkung                                                                     |
| ------------- | ------------------------------------------ | ------------------------------------------------------------------------ | ---------------- | ----------- | ---------- | ---------------------------------------------- | ----------------------------------------------------------------------------- |
| 2. Feb. 1970  | Großburschla – Heldra                      | Schwebda–Wartha                                                          | 1435             | 1           | 1,2        | Personenverkehr Güterverkehr Gesamtstilllegung | Hinter Heldra verlief die Strecke auf DDR-Gebiet                              |
| 1. März 1970  | Seiferts – Wüstensachsen                   | Götzenhof–Wüstensachsen                                                  | 1435             | 1           | 3,1        | Güterverkehr Gesamtstilllegung                 | Schlechter Zustand der Gleisanlagen ließ Zugfahrten nicht mehr zu             |
| 27. Sep. 1970 | Darmstadt Hbf – Goddelau                   | Darmstadt–Worms                                                          | 1435             | 1           | 15,9       | Personenverkehr Güterverkehr Gesamtstilllegung | Strecke war unwirtschaftlich geworden                                         |
| 31. Dez. 1970 | Frankfurt-Heddernheim – Bad Homburg        | Frankfurter Lokalbahn                                                    | 1435             | 1           | ?          | Güterverkehr                                   | Heute verkehrt die U2 auf der Strecke (bis Gonzenheim)                        |
| 28. Mai 1972  | Hünfeld – Mansbach                         | Hünfeld–Mansbach                                                         | 1435             | 1           | 26,4       | Personenverkehr                                | Strecke war wegen der deutschen Teilung zur Stichstrecke geworden             |
| 28. Mai 1972  | Kirchhain – Zimmersrode                    | Wohratalbahn / Kellerwaldbahn                                            | 1435             | 1           | 43,6       | Personenverkehr                                | Beide Strecken waren betrieblich miteinander gebunden                         |
| 28. Mai 1972  | Gilserberg – Zimmersrode                   | Zimmersrode–Gemünden (Wohra) (Kellerwaldbahn)                            | 1435             | 1           | 16,4       | Güterverkehr Gesamtstilllegung                 |                                                                               |
| 31. Dez. 1972 | Verladestelle Nickel – Dreihausen          | Marburg–Dreihausen (Marburger Kreisbahn)                                 | 1435             | 1           | 15,3       | Güterverkehr Gesamtstilllegung                 | Schlechter Oberbau ließ keinen Verkehr mehr zu                                |
| 15. Jan. 1973 | Oberwegfurth – Niederjossa                 | Salzschlirf–Niederjossa                                                  | 1435             | 1           | 4,3        | Güterverkehr Gesamtstilllegung                 |                                                                               |
| 3. Juni 1973  | Walburg-Großalmerode West                  | Walburg–Großalmerode                                                     | 1435             | 1           | 8,0        | Personenverkehr                                | Strecke diente hauptsächlich dem erst 2002 eingestellten Güterverkehr         |
| 3. Juni 1973  | Eichenberg–Velmeden                        | Eichenberg–Velmeden (Gelstertalbahn)                                     | 1435             | 1           | 25,0       | Personenverkehr                                | Züge mussten im Bahnhof Großalmerode Ost kopf machen                          |
| 3. Juni 1973  | Velmeden – Großalmerode Ost                | Eichenberg–Velmeden (Gelstertalbahn)                                     | 1435             | 1           | 6,6        | Güterverkehr Gesamtstilllegung                 |                                                                               |
| 1. Feb. 1974  | Schlitz – Oberwegfurth                     | Salzschlirf–Niederjossa                                                  | 1435             | 1           | 8,7        | Güterverkehr Gesamtstilllegung                 |                                                                               |
| 30. März 1974 | Driedorf – Mademühlen                      | Herborn–Montabaur                                                        | 1435             | 1           | 2,7        | Güterverkehr Gesamtstilllegung                 |                                                                               |
| 25. Mai 1974  | Niederaula–Alsfeld                         | Niederaula–Alsfeld                                                       | 1435             | 1           | 34,4       | Personenverkehr                                | Auf dem verbliebenen Abschnitt finden regelmäßig Sonderfahrten statt          |
| 25. Mai 1974  | Malsfeld – Waldkappel                      | Leinefelde–Treysa                                                        | 1435             | 1           | 27,4       | Personenverkehr                                |                                                                               |
| 31. Mai 1974  | Waldkappel – Spangenberg                   | Leinefelde–Treysa                                                        | 1435             | 1           | 17,7       | Güterverkehr Gesamtstilllegung                 |                                                                               |
| 31. Mai 1974  | Eifa – Schwarz                             | Niederaula–Alsfeld                                                       | 1435             | 1           | 9,0        | Güterverkehr Gesamtstilllegung                 |                                                                               |
| 31. Mai 1975  | Bad Nauheim – Butzbach                     | Butzbach-Licher Eisenbahn                                                | 1435             | 1           | 14,2       | Personenverkehr                                |                                                                               |
| 12. Juni 1975 | Münzenberg – Hof und Dorf Güll             | Butzbach-Licher Eisenbahn                                                | 1435             | 1           | 5,2        | Güterverkehr Gesamtstilllegung                 |                                                                               |
| 28. Sep. 1975 | Stockheim – Lauterbach Nord                | Glauburg-Stockheim–Lauterbach (Hess) Nord (Oberwaldbahn\|Vogelsbergbahn) | 1435             | 1           | 65,0       | Personenverkehr                                |                                                                               |
| 1975          | Ober-Seemen – Oberwald                     | Glauburg-Stockheim–Lauterbach (Hess) Nord (Oberwaldbahn\|Vogelsbergbahn) | 1435             | 1           | 10,0       | Güterverkehr Gesamtstilllegung                 |                                                                               |
| 31. Dez. 1975 | Eiterfeld – Treischfeld                    | Hünfeld–Wenigentaft-Mansbach                                             | 1435             | 1           | 7,1        | Güterverkehr Gesamtstilllegung                 |                                                                               |
| 30. Mai 1976  | Stockhausen (Lahn) - Beilstein (Dillkreis) | Stockhausen–Beilstein (Ulmtalbahn)                                       | 1435             | 1           | 15,1       | Personenverkehr                                | Züge fuhren in den Hauptzeiten weiter über die Lahntalbahn nach Wetzlar       |
| 10. März 1977 | Warburg – Volkmarsen                       | Warburg–Sarnau                                                           | 1435             | 1           | 14,7       | Güterverkehr Gesamtstilllegung                 |                                                                               |
| 23. Aug. 1977 | Niederaula – Kirchhain                     | Bad Hersfeld–Treysa                                                      | 1435             | 1           | 5,9        | Personenverkehr Güterverkehr Gesamtstilllegung | Bei Kirchheim brach ein Damm und die Trasse wurde unterspült                  |
| 31. Aug. 1977 | Kirchhain – Oberaula                       | Bad Hersfeld–Treysa                                                      | 1435             | 1           | 8,3        | Personenverkehr                                |                                                                               |
| 4. Sep. 1977  | Kassel–Naumburg                            | Kassel–Naumburg                                                          | 1435             | 1           | 33,4       | Personenverkehr                                | Bereits seit 1972 Museumsverkehr und seit 1995 Straßenbahnverkehr             |
| 31. Jan. 1979 | Grifte-Gudensberg                          | Grifte–Gudensberg (Grifte-Gudensberger Kleinbahn)                        | 1435             | 1           | 7,7        | Güterverkehr Gesamtstilllegung                 | Bis 1968 Güterverkehr durch die Grifte-Gudensberger Kleinbahn AG durchgeführt |
| 31. Dez. 1979 | Grebenau – Schwarz                         | Niederaula–Alsfeld                                                       | 1435             | 1           | 4,7        | Güterverkehr Gesamtstilllegung                 |                                                                               |

### 1980er Jahre
| Datum         | Abschnitt                           | Strecke                                                                  | Spur- weite (mm) | G l e i s e | Länge (km) | Art der Einstellung                                 | Anmerkung |
| ------------- | ----------------------------------- | ------------------------------------------------------------------------ | ---------------- | ----------- | ---------- | --------------------------------------------------- | --- |
| 31. Mai 1980  | Haiger–Breitscheid                  | Haiger–Breitscheid                                                       | 1435             | 1           | 12,3       | Personenverkehr                                     | Bis 1997 regelmäßig Sonderfahrten angeboten                                                                      |
| 31. Mai 1980  | Herborn – Schönbach                 | Herborn–Montabaur (Westerwaldquerbahn)                                   | 1435             | 1           | 11,6       | Personenverkehr                                     | |
| 31. Mai 1980  | Kirchhain–Burg- und Nieder-Gemünden | Kirchhain–Burg- und Nieder-Gemünden (Ohmtalbahn)                         | 1435             | 1           | 20,1       | Personenverkehr                                     | Im Sommer finden zeitweise Sonderfahrten nach Nieder-Ofleiden statt                                              |
| 31. Mai 1980  | Lollar–Wetzlar                      | Lollar–Wetzlar                                                           | 1435             | 1           | 18,0       | Personenverkehr                                     | Strecke war Teil der Kanonenbahn Berlin – Metz und sollte zweigleisig werden                                     |
| 30. Mai 1981  | Werk Hattdorf – Philippsthal        | Gerstungen–Vacha                                                         | 1435             | 1           | 1,2        | Personenverkehr Güterverkehr Gesamtstilllegung      | |
| 30. Mai 1981  | Bad Berleburg–Allendorf (Eder)      | Bad Berleburg–Allendorf (Obere Edertalbahn)                              | 1435             | 1           | 45,1       | Personenverkehr                                     | Heute finden zwischen Frankenberg und Battenberg zeitweise Sonderfahrten statt                                   |
| 30. Mai 1981  | Arfeld – Hatzfeld (Eder)            | Berleburg–Allendorf                                                      | 1435             | 1           | 11,1       | Güterverkehr Gesamtstilllegung                      | |
| 30. Mai 1981  | Malsfeld – Treysa                   | Leinefelde–Treysa                                                        | 1435             | 1           | 40,3       | Personenverkehr                                     | |
| 30. Mai 1981  | Homberg – Oberbeisheim              | Leinefelde–Treysa                                                        | 1435             | 1           | 7,6        | Güterverkehr Gesamtstilllegung                      | |
| 30. Mai 1981  | Wanfried – Schwebda                 | Schwebda–Wartha                                                          | 1435             | 1           | 7,4        | Personenverkehr                                     | |
| 30. Mai 1981  | Schwebda – Eschwege                 | Leinefelde–Treysa                                                        | 1435             | 1           | 4,6        | Personenverkehr                                     | |
| 30. Mai 1981  | Lollar–Grünberg                     | Lollar–Grünberg (Lumdatalbahn)                                           | 1435             | 1           | 26,8       | Personenverkehr                                     | Reaktivierung im Abschnitt Lollar – Londorf geplant; Immer wieder Sonderfahrten                                  |
| 30. Mai 1981  | Rennerod – Montabaur                | Herborn–Montabaur (Westerwaldquerbahn)                                   | 1435             | 1           | 42,9       | Personenverkehr                                     | |
| 3. Juni 1981  | Großalmerode Ost – Trubenhausen     | Eichenberg–Velmeden (Gelstertalbahn)                                     | 1435             | 1           | 4,4        | Güterverkehr Gesamtstilllegung                      | Nach einem Dammrutsch war kein Verkehr mehr möglich                                                              |
| 31. Okt. 1981 | Neckarsteinach–Schönau              | Neckarsteinach–Schönau                                                   | 1435             | 1           | 5,0        | Güterverkehr Gesamtstilllegung                      | Eigentliche Einstellung bereits am 15. Januar wegen zu niedriger Nachfrage                                       |
| 30. Nov. 1981 | Gemünden (Wohra) – Gilserberg       | Zimmersrode–Gemünden (Wohra) (Kellerwaldbahn)                            | 1435             | 1           | 8,0        | Güterverkehr Gesamtstilllegung                      | |
| 19. Dez. 1981 | Kirchhain–Gemünden (Wohra)          | Kirchhain–Gemünden (Wohratalbahn)                                        | 1435             | 1           | 19,2       | Güterverkehr Gesamtstilllegung                      | Aufgrund der geringen Auslastung hat sich eine Oberbausanierung nicht gelohnt                                    |
| 31. Jan. 1982 | Roßdorf – Groß-Zimmern              | Darmstadt Ost–Groß-Zimmern                                               | 1435             | 1           | 5,8        | Güterverkehr Gesamtstilllegung                      | Ende des seit 1966 bestehenden Anschlussgleisverkehres                                                           |
| 22. Mai 1982  | Gedern – Ober-Seemen                | Glauburg-Stockheim–Lauterbach (Hess) Nord (Oberwaldbahn\|Vogelsbergbahn) | 1435             | 1           | 6,1        | Güterverkehr Gesamtstilllegung                      | |
| 18. Juni 1982 | Offenbach-Bieber–Dietzenbach        | Offenbach-Bieber–Dietzenbach                                             | 1435             | 1           | 9,6        | Personenverkehr                                     | Im Dezember 2003 als Linie S 2 reaktiviert                                                                       |
| 30. Nov. 1982 | Bad Berleburg – Arfeld              | Berleburg–Allendorf                                                      | 1435             | 1           | 7,2        | Güterverkehr Gesamtstilllegung                      | Betraf nur den 4,9 Kilometer langen Abschnitt Abzw. Hörre – Arfeld                                               |
| 28. Feb. 1983 | Lollar – Abendstern                 | Lollar–Wetzlar                                                           | 1435             | 1           | 8,0        | Güterverkehr Gesamtstilllegung                      | Umgehungsstraße auf der Bahntrasse in Planung                                                                    |
| 24. Sep. 1983 | Mörlenbach–Waldmichelbach           | Mörlenbach–Wahlen (Überwaldbahn)                                         | 1435             | 1           | 16,0       | Personenverkehr                                     | Geplante Museumsbahn scheiterte; Seit 2011 Draisinenstrecke                                                      |
| 25. Sep. 1983 | Wiesbaden Ost – Bad Schwalbach      | Wiesbaden–Diez (Aartalbahn)                                              | 1435             | 1           | 23,5       | Personenverkehr Güterverkehr Stilllegung nicht erf. | Güterverkehr teilweise wiederaufgenommen; Im Sommer finden Sonderfahrten statt                                   |
| 1. März 1984  | Unter-Waldmichelbach – Wahlen       | Mörlenbach–Wahlen (Überwaldbahn)                                         | 1435             | 1           | 5,2        | Güterverkehr Gesamtstilllegung                      | |
| 31. Mai 1984  | Schönbach – Driedorf                | Herborn–Montabaur (Westerwaldquerbahn)                                   | 1435             | 1           | 7,7        | Güterverkehr Gesamtstilllegung                      | |
| 31. Mai 1984  | Glauburg-Stockheim – Gedern         | Glauburg-Stockheim–Lauterbach (Hess) Nord (Oberwaldbahn\|Vogelsbergbahn) | 1435             | 1           | 18,5       | Güterverkehr Gesamtstilllegung                      | |
| 31. Mai 1984  | Treysa – Oberaula                   | Bad Hersfeld–Treysa                                                      | 1435             | 1           | 36,6       | Personenverkehr                                     | Noch bis 1999 als Museumsstrecke der Eisenbahnfreunde Treysa genutzt                                             |
| 31. Mai 1984  | Bad Hersfeld – Niederaula           | Bad Hersfeld–Treysa                                                      | 1435             | 1           | 11,4       | Personenverkehr                                     | |
| 28. Sep. 1984 | Kirchheim – Oberaula                | Bad Hersfeld–Treysa                                                      | 1435             | 1           | 8,3        | Güterverkehr Gesamtstilllegung                      | |
| 31. Okt. 1984 | Trubenhausen – Hundelshausen        | Eichenberg–Velmeden (Gelstertalbahn)                                     | 1435             | 1           | 3,2        | Güterverkehr Gesamtstilllegung                      | Abschnitt gesperrt                                                                                               |
| 31. Mai 1985  | Kassel–Waldkappel                   | Kassel–Waldkappel                                                        | 1435             | 1           | 49,6       | Personenverkehr                                     | Abschnitt Kaufungen – Hess. Lichtenau 2001 bzw. 2006 für RegioTram reaktiviert                                   |
| 31. Mai 1985  | Waldkappel – Eschwege               | Leinefelde–Treysa                                                        | 1435             | 1           | 16,4       | Personenverkehr                                     | Abschnitt Eschwege – Eschwege West 2009 reaktiviert                                                              |
| 31. Mai 1985  | Wetzlar–Grävenwiesbach              | Grävenwiesbach–Albshausen                                                | 1435             | 1           | 24,5       | Personenverkehr                                     | Abschnitt Grävenwiesbach – Brandoberndorf 1999 reaktiviert                                                       |
| 31. Mai 1985  | Westerburg – Wallmerod              | Herborn–Montabaur (Westerwaldquerbahn)                                   | 1435             | 1           | 11,8       | Güterverkehr Gesamtstilllegung                      | |
| 27. Sep. 1985 | Herborn – Schönbach                 | Herborn–Montabaur (Westerwaldquerbahn)                                   | 1435             | 1           | 11,6       | Güterverkehr Gesamtstilllegung                      | |
| 27. Sep. 1985 | Münzenberg – Trais-Münzenberg       | Butzbach-Licher Eisenbahn                                                | 1435             | 1           | 1,4        | Güterverkehr Gesamtstilllegung                      | |
| 31. Mai 1986  | Spangenberg – Anst. Pfieffwiese     | Leinefelde–Treysa                                                        | 1435             | 1           | 7,4        | Güterverkehr Gesamtstilllegung                      | |
| 27. Sep. 1986 | Bad Schwalbach – Diez               | Wiesbaden–Diez (Aartalbahn)                                              | 1435             | 1           | 30,2       | Personenverkehr                                     | Hessischer Abschnitt von Sonderzügen befahren                                                                    |
| 27. Sep. 1986 | Götzenhof – Hilders                 | Götzenhof–Wüstensachsen                                                  | 1435             | 1           | 27,1       | Personenverkehr                                     | |
| 27. Sep. 1986 | Trendelburg – Hümme                 | Hümme-Karlshafen (Karlsbahn)                                             | 1435             | 1           | 4,4        | Güterverkehr Gesamtstilllegung                      | |
| 29. Mai 1987  | Dillenburg – Ewersbach              | Dillenburg–Ewersbach (Dietzhölztalbahn)                                  | 1435             | 1           | 15,9       | Personenverkehr                                     | Reger Schülerverkehr sollte reaktiviert werden; Bis 2000 einzelne Sonderzüge                                     |
| 30. Mai 1987  | Dillenburg – Wallau                 | Dillenburg–Wallau (Scheldetalbahn)                                       | 1435             | 1           | 32,5       | Personenverkehr                                     | Abschnitt Herrnberg – Hirzenhain bis 1923 mit Zahnstange ausgestattet                                            |
| 30. Mai 1987  | Dillenburg – Niedereisenhausen      | Dillenburg–Wallau (Scheldetalbahn)                                       | 1435             | 1           | 21,9       | Güterverkehr Gesamtstilllegung                      | |
| 30. Mai 1987  | Volkmarsen – Korbach                | Warburg–Sarnau                                                           | 1435             | 1           | 29,0       | Personenverkehr                                     | 1998 komplett reaktiviert                                                                                        |
| 30. Mai 1987  | Korbach–Frankenberg                 | Korbach–Frankenberg Untere Edertalbahn                                   | 1435             | 1           | 31,2       | Personenverkehr                                     | Abschnitt Frankenberg – Herzhausen 2005–2007 und 2011–2014 Wochenendverkehr, Reaktivierung am 14. September 2015 |
| 30. Jan. 1988 | Weilmünster – Weilburg              | Weilburg–Grävenwiesbach (Weiltalbahn)                                    | 1435             | 1           | 10,1       | Güterverkehr Gesamtstilllegung                      | RMV überlegt Reaktivierung des Personenverkehrs                                                                  |
| 30. Jan. 1988 | Stockhausen–Beilstein               | Stockhausen–Beilstein (Ulmtalbahn)                                       | 1435             | 1           | 15,1       | Güterverkehr Gesamtstilllegung                      | Güterverkehr wurde bis zuletzt noch in drei Bahnhöfen durchgeführt                                               |
| 28. Mai 1988  | Hundelshausen – Witzenhausen Süd    | Eichenberg–Velmeden (Gelstertalbahn)                                     | 1435             | 1           | 5,2        | Güterverkehr Gesamtstilllegung                      | |
| 28. Mai 1988  | Alsfeld – Eifa                      | Niederaula–Alsfeld                                                       | 1435             | 1           | 8,1        | Güterverkehr Gesamtstilllegung                      | Strecke ist bis Heute noch nicht abgebaut                                                                        |
| 28. Mai 1988  | Jossa–Wildflecken                   | Jossa–Wildflecken (Sinntalbahn)                                          | 1435             | 1           | 30,7       | Personenverkehr                                     | Strecke liegt größtenteils in Bayern; reger Personenverkehr bis zum Ende                                         |
| 28. Mai 1988  | Albshausen – Brandoberndorf         | Bahnstrecke Friedrichsdorf–Albshausen                                    | 1435             | 1           | 16,4       | Güterverkehr Gesamtstilllegung                      | |
| 31. Dez. 1988 | Malsfeld – Oberbeisheim             | Leinefelde–Treysa                                                        | 1435             | 1           | 11,6       | Güterverkehr Gesamtstilllegung                      | |
| 23. Sep. 1989 | Bad Salzschlirf – Schlitz           | Salzschlirf–Niederjossa                                                  | 1435             | 1           | 10,3       | Güterverkehr Gesamtstilllegung                      | |

### 1990er Jahre
| Datum         | Abschnitt                               | Strecke                                                                  | Spur- weite (mm) | G l e i s e | Länge (km) | Art der Einstellung                                 | Anmerkung                                                                            |
| ------------- | --------------------------------------- | ------------------------------------------------------------------------ | ---------------- | ----------- | ---------- | --------------------------------------------------- | ------------------------------------------------------------------------------------ |
| 28. Feb. 1990 | Gladenbach – Burg                       | Niederwalgern–Herborn (Aar-Salzböde-Bahn)                                | 1435             | 1           | 30,1       | Güterverkehr                                        |                                                                                      |
| 28. Dez. 1990 | Bad Schwalbach – Hohenstein             | Wiesbaden–Diez (Aartalbahn)                                              | 1435             | 1           | 6,6        | Güterverkehr Stilllegung nicht erf.                 | Strecke weiterhin vereinzelt von Güter- und Personenzügen befahren                   |
| 28. Feb. 1991 | Oberwald – Grebenhain-Crainfeld         | Glauburg-Stockheim–Lauterbach (Hess) Nord (Oberwaldbahn\|Vogelsbergbahn) | 1435             | 1           | 5,6        | Güterverkehr Gesamtstilllegung                      | Aufgabe des Gleisanschlusses durch die Fa. Stabernack (einziger Kunde)               |
| 31. März 1991 | Anst. Didier-Werke – Londorf            | Lollar–Grünberg (Lumdatalbahn)                                           | 1435             | 1           | 9,8        | Güterverkehr Stilllegung nicht erf.                 | Reaktivierung geplant; Regelmäßige Sonderfahrten                                     |
| 31. Mai 1991  | Altenbauna – Naumburg                   | Kassel–Naumburg                                                          | 1435             | 1           | 26,4       | Güterverkehr Stilllegung nicht erf.                 | Tatsächliche Einstellung: Herbst 1990;                                               |
| 31. Mai 1991  | Niedereisenhausen – Breidenbach         | Dillenburg–Wallau (Scheldetalbahn)                                       | 1435             | 1           | 6,1        | Güterverkehr Gesamtstilllegung                      |                                                                                      |
| 31. Mai 1991  | Korbach–Frankenberg                     | Korbach–Frankenberg Untere Edertalbahn                                   | 1435             | 1           | 31,2       | Güterverkehr Gesamtstilllegung*                     | *nur auf dem Abschnitt Herzhausen – Korbach Süd, Reaktivierung am 14.09.2015         |
| 28. Sep. 1991 | MHI – Burg- und Nieder-Gemünden         | Kirchhain–Burg- und Nieder-Gemünden (Ohmtalbahn)                         | 1435             | 1           | 8,7        | Güterverkehr Gesamtstilllegung                      |                                                                                      |
| 28. Sep. 1991 | Abendstern – Wetzlar                    | Lollar–Wetzlar                                                           | 1435             | 1           | 10,0       | Güterverkehr Gesamtstilllegung                      |                                                                                      |
| 31. Dez. 1991 | Eschwege West – Waldkappel              | Leinefelde–Treysa                                                        | 1435             | 1           | 13,0       | Güterverkehr Gesamtstilllegung                      |                                                                                      |
| 31. Dez. 1991 | Hünfeld – Eiterfeld                     | Hünfeld–Mansbach                                                         | 1435             | 1           | 14,5       | Güterverkehr Gesamtstilllegung                      |                                                                                      |
| 31. Dez. 1991 | Bad Schwalbach, Moorbadehaus-Moorgruben | Bad Schwalbacher Kurbahn                                                 | 600              | 1           | 1,6        | Güterverkehr                                        | Moortransport auf LKW verlagert; Heute findet wieder gelegentlich Güterverkehr statt |
| 2. Jan. 1992  | Wega – Korbach                          | Wega–Brilon Wald                                                         | 1435             | 1           | 39,6       | Güterverkehr                                        |                                                                                      |
| 2. Jan. 1992  | Korbach–Brilon Wald                     | Wega–Brilon Wald                                                         | 1435             | 1           | 29,1       | Güterverkehr                                        | Eine Wiederaufnahme ist im Gespräch, da die Kurhessenbahn den Güterverkehr fördert   |
| 7. Jan. 1992  | Gladenbach – Niederwalgern              | Niederwalgern–Herborn (Aar-Salzböde-Bahn)                                | 1435             | 1           | 10,8       | Güterverkehr                                        | Zuletzt nur noch ein Zugpaar                                                         |
| 30. Mai 1992  | Winterberg – Hallenberg                 | Nuttlar–Frankenberg                                                      | 1435             | 1           | 14,7       | Güterverkehr Gesamtstilllegung                      | Im Winter diente die Strecke als Abstellanlage für Sonderzüge                        |
| 1. Dez. 1992  | Hohenstein – Kettenbach                 | Wiesbaden–Diez (Aartalbahn)                                              | 1435             | 1           | 7,4        | Güterverkehr Stilllegung nicht erf.                 | Heute vereinzelt wieder Güterverkehr                                                 |
| 31. Dez. 1992 | Götzenhof – Seiferts                    | Götzenhof–Wüstensachsen                                                  | 1435             | 1           | 32,1       | Güterverkehr Gesamtstilllegung                      |                                                                                      |
| 31. Dez. 1992 | Fritzlar – Bad Wildungen                | Wabern–Bad Wildungen                                                     | 1435             | 1           | 11,0       | Güterverkehr                                        |                                                                                      |
| 23. Mai 1993  | Wanfried – Großburschla                 | Schwebda–Wartha                                                          | 1435             | 1           | 5,5        | Güterverkehr Gesamtstilllegung                      | Zuletzt nur noch geringer Verkehr                                                    |
| 31. Dez. 1993 | Hersfelder Kreisbahn                    | Hersfelder Kreisbahn                                                     | 1435             | 1           | 26,0       | Personenverkehr Güterverkehr Gesamtstilllegung      | Personenverkehr bestand seit einigen Jahren aus nur einem Zugpaar                    |
| 31. Dez. 1993 | Heimboldshausen – Werk Hattdorf         | Gerstungen–Vacha                                                         | 1435             | 1           | 2,1        | Personenverkehr                                     |                                                                                      |
| 31. März 1994 | Mörlenbach – Unter Wald-Michelbach      | Mörlenbach–Waldmichelbach (Überwaldbahn)                                 | 1435             | 1           | 10,8       | Güterverkehr Gesamtstilllegung                      | Coronet-Werke letzter Kunde                                                          |
| 23. Mai 1994  | Schwebda – Wanfried                     | Schwebda–Wartha                                                          | 1435             | 1           | 7,4        | Güterverkehr Gesamtstilllegung                      |                                                                                      |
| 28. Mai 1994  | Grebenhain-Crainfeld – Lauterbach Süd   | Glauburg-Stockheim–Lauterbach (Hess) Nord (Oberwaldbahn\|Vogelsbergbahn) | 1435             | 1           | 21,7       | Güterverkehr Gesamtstilllegung                      |                                                                                      |
| 1. Sep. 1994  | Anst. Pfieffwiese – Malsfeld            | Leinefelde–Treysa                                                        | 1435             | 1           | 2,3        | Güterverkehr Gesamtstilllegung                      |                                                                                      |
| 1. Sep. 1994  | Großalmerode West – Epterode            | Walburg–Großalmerode West                                                | 1435             | 1           | 1,9        | Güterverkehr Gesamtstilllegung                      |                                                                                      |
| 1. Okt. 1994  | Eschwege – Schwebda                     | Leinefelde–Treysa                                                        | 1435             | 1           | 4,6        | Güterverkehr Gesamtstilllegung                      | Nach der Wiedervereinigung nahm der Verkehr stetig ab                                |
| 1. Okt. 1994  | Breitenbach – Grebenau                  | Niederaula–Alsfeld                                                       | 1435             | 1           | 4,6        | Güterverkehr Gesamtstilllegung                      |                                                                                      |
| 4. März 1995  | Wächtersbach–Bad Orb                    | Wächtersbach–Bad Orb (Bad Orber Kleinbahn)                               | 1435             | 1           | 6,5        | Personenverkehr Güterverkehr Stilllegung nicht erf. | Unfall an einem Bü; bis 2006 als Feldbahn für Museumsverkehr reaktiviert             |
| 18. Apr. 1995 | Rennerod – Westerburg                   | Herborn–Montabaur (Westerwaldquerbahn)                                   | 1435             | 1           | 16,9       | Güterverkehr Gesamtstilllegung                      |                                                                                      |
| 27. Mai 1995  | Niederwalgern – Hartenrod               | Niederwalgern–Herborn (Aar-Salzböde-Bahn)                                | 1435             | 1           | 19,3       | Personenverkehr Gesamtstilllegung                   | Landkreis Marburg-Biedenkopf legte Abschnitt trotz positiven Gutachtens still        |
| 27. Mai 1995  | Korbach – Abzw. Anschlussbahn           | Wega–Brilon Wald                                                         | 1435             | 1           | 30,1       | Personenverkehr Gesamtstilllegung                   | Sanierungsbedürftige Viadukte ließen Verkehr nicht mehr zu                           |
| 29. Mai 1995  | Hatzfeld – Battenberg-Auhammer          | Bad Berleburg–Allendorf                                                  | 1435             | 1           | 12,7       | Güterverkehr Gesamtstilllegung                      |                                                                                      |
| 31. Aug. 1995 | Oberaula – Treysa                       | Bad Hersfeld–Treysa                                                      | 1435             | 1           | 36,6       | Güterverkehr Gesamtstilllegung                      | Bis 1999 Sonderverkehr im Sommer, dann Stilllegung                                   |
| 31. Dez. 1996 | Herborn – Burg                          | Niederwalgern–Herborn (Aar-Salzböde-Bahn)                                | 1435             | 1           | 2,1        | Güterverkehr                                        |                                                                                      |
| 31. Mai 1997  | Darmstadt-Eberstadt–Pfungstadt          | Darmstadt-Eberstadt–Pfungstadt (Pfungstadtbahn)                          | 1435             | 1           | 1,8        | Güterverkehr Gesamtstilllegung                      | Personenverkehr: Wiederaufnahme Dezember 2011                                        |
| 30. Sep. 1997 | Haiger-Breitscheid                      | Haiger–Breitscheid                                                       | 1435             | 1           | 13,1       | Güterverkehr Gesamtstilllegung                      | DB stellte Bedienung trotz des bis zuletzt regen Verkehrs ein                        |
| 31. Dez. 1998 | Industrieanschlüsse MR-Süd              | Marburg–Dreihausen (Marburger Kreisbahn)                                 | 1435             | 1           | 1,0        | Güterverkehr Gesamtstilllegung                      | Die umfangreichen Gleisanlagen wurden bis zuletzt genutzt                            |
| 1. Jan. 1999  | Hungen – Laubach                        | Friedberg–Mücke                                                          | 1435             | 1           | 12,7       | Güterverkehr Gesamtstilllegung                      | Der letzte Übergabezug verkehrte am 21. Dezember 1998.                               |
| 1. Juni 1999  | Kettenbach – Diez                       | Wiesbaden–Diez (Aartalbahn)                                              | 1435             | 1           | 16,2       | Güterverkehr Stilllegung nicht erf.                 | Personenverkehr: Reaktivierung 2014                                                  |

### 2000er Jahre
| Datum         | Abschnitt                               | Strecke                                                                  | Spur- weite (mm) | G l e i s e | Länge (km) | Art der Einstellung                            | Anmerkung                                                                            |
| ------------- | --------------------------------------- | ------------------------------------------------------------------------ | ---------------- | ----------- | ---------- | ---------------------------------------------- | ------------------------------------------------------------------------------------ |
| 10. Jan. 2000 | Korbach – Willingen                     | Wega–Brilon Wald                                                         | 1435             | 1           | 22,8       | Personenverkehr Gesamtstilllegung              | Reaktivierung am 14. Dezember 2003 durch die Kurhessenbahn                           |
| 5. Nov. 2000  | Friedrichsdorf–Brandoberndorf           | Friedrichsdorf–Brandoberndorf (Taunusbahn (Hochtaunus))                  | 1435             | 1           | 36,9       | Güterverkehr                                   | Seit 1994 von der DB durchgeführt; Heute nur noch selten Leistungen bei Bedarf       |
| 31. Dez. 2000 | Anst. Stahlwerke – Ewersbach            | Dillenburg–Ewersbach (Dietzhölztalbahn)                                  | 1435             | 1           | 14,0       | Güterverkehr Gesamtstilllegung                 | Reger Verkehr musste wegen des schlechten Oberbaus enden                             |
| 10. Juni 2001 | Herborn – Hartenrod                     | Niederwalgern–Herborn (Aar-Salzböde-Bahn)                                | 1435             | 1           | 24,7       | Personenverkehr Gesamtstilllegung              | Lahn-Dill-Kreis wollte Trasse anderweitig verwenden, trotz ausgelastetem Verkehr     |
| 10. Juni 2001 | Lauterbach Süd – Lauterbach Nord        | Glauburg-Stockheim–Lauterbach (Hess) Nord (Oberwaldbahn\|Vogelsbergbahn) | 1435             | 1           | 3,1        | Güterverkehr Gesamtstilllegung                 |                                                                                      |
| 18. Juni 2001 | Griedel – Bad Nauheim Nord              | Butzbach-Licher Eisenbahn                                                | 1435             | 1           | 11,0       | Güterverkehr                                   | Personenverkehr endete 1975, wird jedoch von den EfW weitergeführt                   |
| 18. Juni 2001 | Butzbach – Pohl-Göns                    | Butzbach-Licher Eisenbahn                                                | 1435             | 1           | 3,1        | Güterverkehr Stilllegung nicht erf.            |                                                                                      |
| 31. Okt. 2001 | Wega – Hemfurth-Edersee                 | Wega–Brilon Wald                                                         | 1435             | 1           | 14,6       | Personenverkehr Güterverkehr Gesamtstilllegung | Schlechter Oberbau war Hauptgrund der Einstellung; Reaktivierung geplant             |
| 12. Dez. 2001 | Reinheim – Groß-Bieberau                | Reinheim–Reichelsheim (Gersprenztalbahn)                                 | 1435             | 1           | 3,3        | Güterverkehr Stilllegung nicht erf.            | Ab 2003 wieder befahren, jedoch am 30. November 2005 Verkehr wieder eingestellt      |
| 31. Dez. 2001 | Eichenberg – Witzenhausen Süd           | Eichenberg–Velmeden (Gelstertalbahn)                                     | 1435             | 1           | 5,6        | Güterverkehr Gesamtstilllegung                 |                                                                                      |
| 4. Feb. 2002  | Jossa-Wildflecken                       | Jossa–Wildflecken (Sinntalbahn)                                          | 1435             | 1           | 30,7       | Güterverkehr Gesamtstilllegung                 |                                                                                      |
| 25. Juni 2002 | Homberg – Treysa                        | Leinefelde–Treysa                                                        | 1435             | 1           | 21,1       | Güterverkehr Gesamtstilllegung                 |                                                                                      |
| 15. Dez. 2002 | Viernheim – Weinheim                    | Weinheim–Worms                                                           | 1435             | 1           | 7,9        | Güterverkehr Gesamtstilllegung                 | Reaktivierung im Juli 2004                                                           |
| 15. Dez. 2002 | Wallau – Breidenbach                    | Dillenburg–Wallau (Scheldetalbahn)                                       | 1435             | 1           | 4,5        | Güterverkehr Gesamtstilllegung                 | 2007 Wiederaufnahme im Abschnitt Wallau – Breidenstein                               |
| 15. Dez. 2002 | Battenberg-Auhammer – Battenberg        | Berleburg–Allendorf                                                      | 1435             | 1           | 2,3        | Güterverkehr Stilllegung nicht erf.            | Abschnitt 2005–2007 wieder regelmäßig mit Personenzügen befahren                     |
| 15. Dez. 2002 | Walburg – Epterode                      | Walburg–Großalmerode                                                     | 1435             | 1           | 6,1        | Güterverkehr Gesamtstilllegung                 | Personenverkehr: Wiederaufnahme als Museumsbahn geplant                              |
| 15. Dez. 2002 | Eschwege – Eschwege West                | Leinefelde–Treysa                                                        | 1435             | 1           | 3,4        | Güterverkehr Gesamtstilllegung                 | Der Personenverkehr wurde 2009 reaktiviert                                           |
| 31. Dez. 2002 | Helsa – Walburg                         | Kassel–Waldkappel (Lossetalbahn)                                         | 1435             | 1           | 13,6       | Güterverkehr Gesamtstilllegung                 | Personenverkehr: Reaktivierung 2006 als Überlandstraßenbahn                          |
| 4. Apr. 2003  | Wölfersheim-Södel – Hungen              | Friedberg–Mücke                                                          | 1435             | 1           | 12,2       | Personenverkehr Gesamtstilllegung              | Reaktivierung geplant                                                                |
| 31. Okt. 2007 | Frankenberg – Herzhausen                | Warburg–Sarnau                                                           | 1435             | 1           | 18,6       | Wochenendverkehr Stilllegung nicht erf.        | Wiederaufnahme im Mai 2011                                                           |
| 31. Okt. 2007 | Frankenberg – Battenberg-Auhammer       | Berleburg–Allendorf                                                      | 1435             | 1           | 13,3       | Wochenendverkehr Stilllegung nicht erf.        | Heute einzelne Sonderfahrten bei Veranstaltungen                                     |
| 31. Okt. 2008 | Bad Schwalbach, Moorbadehaus-Moorgruben | Bad Schwalbacher Kurbahn                                                 | 600              | 1           | 1,6        | Personenverkehr Stilllegung nicht erf.         | Zwangseinstellung aufgrund des schlechten Oberbaus; Wiederaufnahme des Verkehrs 2010 |

### 2010er Jahre
| Datum         | Abschnitt                 | Strecke        | Spur- weite (mm) | G l e i s e | Länge (km) | Art der Einstellung                 | Anmerkung                                                             |
| ------------- | ------------------------- | -------------- | ---------------- | ----------- | ---------- | ----------------------------------- | --------------------------------------------------------------------- |
| 31. Dez. 2010 | Weinheim – Anst. Pfenning | Weinheim–Worms | 1435             | 1           | 7,3        | Güterverkehr Stilllegung nicht erf. | Fa. Pfenning kündigte Gleisanschluss, der erst 2004 reaktiviert wurde |